# Samuel Schmid (Politiker, 1972)
Samuel Schmid (* 26. August 1972) ist ein Schweizer Politiker (SLB).

## Berufliche Karriere
Samuel Schmid ist ordinierter Pfarrer der Reformierten Landeskirche Aargau und lizenzierter Theologe. Nach seinem Studium in Zürich, Basel und Bern und einer Pfarrvertretung in Hunzenschwil übernahm er die Leitung eines international tätigen Hilfswerkes. Heute ist er Präsident und Geschäftsführer der Freundes-Dienst Stiftung und der Elim Stiftung in Biberstein, wozu ebenfalls ein Seminar- und Gästehaus gehört, und Präsident der Vereinigung Missionswerk Freundes-Dienst Schweiz in Bern. Er ist überkonfessionell tätig. 
Neben seinen theologischen Tätigkeiten ist Schmid dipl. NPO-Manager VMI und sitzt im Verwaltungsrat und in der Geschäftsleitung Logo Media AG und der Smico AG.

## Politische Karriere

### EVP
1999 nahm Schmid das erste Mal an den Nationalratswahlen im Kanton Aargau teil. Damals noch auf der Jungen Liste der EVP. Zwischen 2000 und 2003 war Schmid Mitglied im Vorstand EVP-Bezirk Aarau und, als Mitbegründer, erster Präsident der Regionalpartei EVP Kirchberg. Bei den Grossratswahlen 2001 erreichte Schmid das zweitbestes Listenresultat auf der EVP-Liste. Von 2001 bis 2003 arbeitete er als Redaktor für die kantonalen EVP-Parteizeitung EVP info. Gemäss der Zeitschrift "Idea Spektrum" legte die EVP Schmid 2003 einen Rücktritt aus der Partei nahe, nachdem Schmids Vater wegen sexueller Handlungen mit Frauen zu einem Jahr Gefängnis verurteilt wurde. Der mitangeklagte Schmid wurde zwar freigesprochen, distanzierte sich aber weder von seinem Vater noch dessen Hilfswerk "Freundes-Dienst".

### EDU
2003 wechselte Schmid von der Evangelischen Volkspartei zur Eidgenössisch-Demokratischen Union, wo er ab 2004 Mitglied im Kantonalvorstand Aargau und Mitglied im Bezirksvorstand der Bezirk Aarau war. Zudem übernahm Schmid den Posten als Chefredaktor der kantonalen EDU Parteizeitung "EDU Aktuell", von dem er 2007 zurücktrat. Im selben Jahr kandidierte Schmid das erste Mal als Kandidat der EDU Bezirk Aarau als Friedensrichter-Statthalter im Wahlkreis Kirchberg und verpasste das absolute Mehr dabei knapp. Im Jahr 2005 kandidierte er als EDU-Kandidat für die Grossratswahlen Aargau und erzielte dabei das beste Listenresultat. Im selben Jahr wurde er Präsident der EDU Bezirk Aarau und ein Jahr darauf Delegierter der EDU Aargau. Im Jahr 2007 kandidierte er für die Nationalratswahlen im Kanton Aargau und erzielte dabei das beste Listenresultat für die EDU Aargau. 2009 schaffte Schmid endlich den Durchbruch und wurde zusammen mit Martin Lerch für die EDU in den Grossrat gewählt, wo er sich der SVP-Fraktion anschloss und Mitglied der Kommission "Gesundheit und Sozialwesen" wurde. Am 30. Juni 2010 informierte Samuel Schmid, dass er wegen Meinungsverschiedenheiten mit der Parteileitung aus der EDU austrete. Gemäss verschiedener Medieninformationen erfuhr die Partei vom Austritt aus den Medien.

### SLB
Am 23. April 2011 gründete er die Sozial-Liberale Bewegung, die er zurzeit präsidiert. Er trat für seine Partei bei den Grossratswahlen am 21. Oktober 2012 an, musste aber den Grossen Rat zum Ende der Legislaturperiode verlassen, da die SLB weder die kantonsweite Hürde von 3 %-Wählerstimmen, noch die von 5 % in einem der Bezirke erreichen konnte. Bei den Grossratswahlen am 23. Oktober 2016 verlor die Partei 0,32 % Wähleranteile und verblieb mit 0,17 % ohne Chancen auf einen Sitz.

## Privates
Samuel Schmid wohnt in Biberstein im Kanton Aargau. Er ist verheiratet und Vater von fünf Töchtern.